# Gullmarn

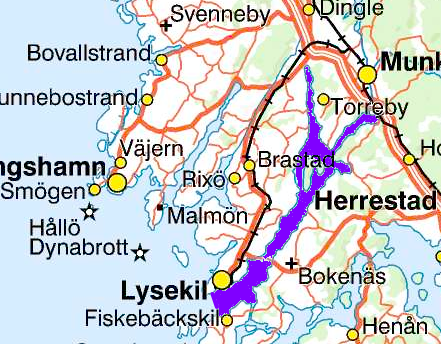
Karta över Gullmarn (i lila) med omgivande delar av Bohuslän.

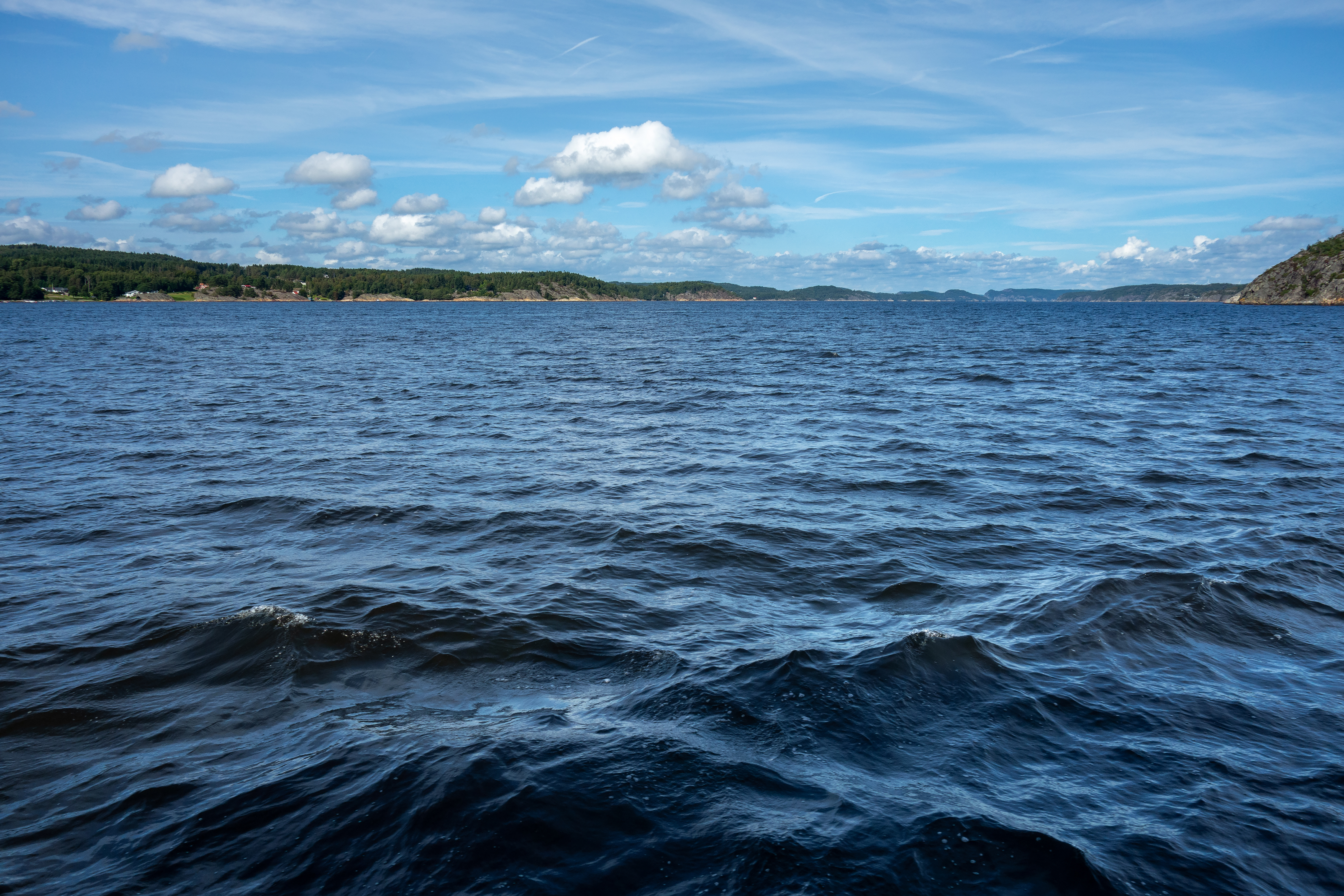
Utsikt över Gullmarsfjorden från en färja som traffikerar Gullmarsleden.

Gullmarn, även Gullmaren eller Gullmarsfjorden, är en 25 kilometer lång tröskelfjord i mellersta Bohuslän; med bifjordarna Färlevfjorden och Saltkällefjorden är den omkring 30–35 kilometer. Det är Sveriges mest utpräglade tröskelfjord med ett genomsnittligt djup på 20–40 meter vid mynningen och ett största uppmätt djup på 118,5 meter. Bredden är 1–3 kilometer.
Fjorden blev 1983 Sveriges första marina skyddsområde. Gullmarns naturreservat omfattar 16 499 hektar och berör flera kommuner.
Färjeleden Gullmarsleden, en del av länsväg 161, korsar fjorden i väst-östlig riktning.

## Officiellt namn och etymologi
Fjordens officiella namn i Sverige är Gullmarn. Namnet kommer från fornnordiskan och betyder Guds hav.

## Geografi
Gullmarn bildades genom att en förkastningsspricka uppstod i urberget och utgör en gränszon mellan gnejsområdet i söder och granitområdet i norr. Naturformerna varierar mellan branta klippor, som stupar rätt ner i fjorden, och flackare strandpartier med betesängar och sandstränder.
Fjorden skiljer Stångenäset i norr från Bokenäset och Skaftölandet i söder. Vid mynningen längst ut på Stångenäset ligger staden Lysekil med samhället Fiskebäckskil på andra sidan fjorden. Längre in i fjorden, strax innan den delar upp sig i Färlevfjorden och Saltkällefjorden, ligger Stora Bornö och Lilla Bornö. Ännu längre in finns orterna Barkedal, Sämstad och Lingatan.

## Förhistoria och historia

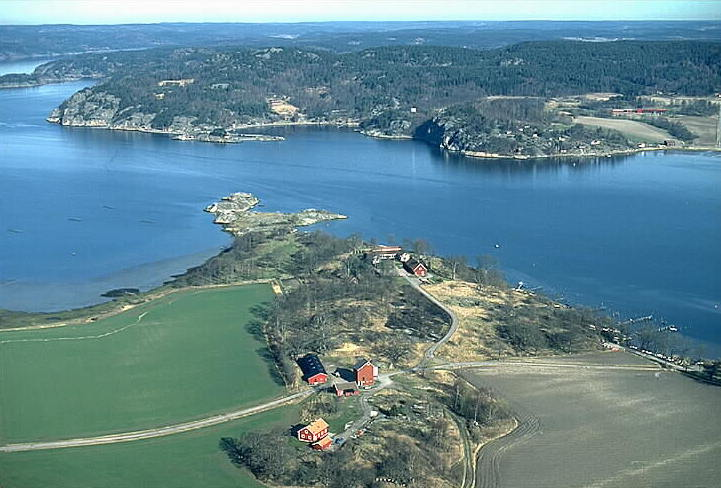
Flygbilden över fjorden med Dynge borgruin och Gullmarsbergs säteri.

Människan har en lång närvaro runt Gullmarn. Redan från stenåldern finns det belägg för bosättningar i trakten genom olika gravlämningar. Strax norr om Brastad på Stångenäset återfinns några av landets förnämsta hällristningar daterade till bronsåldern.
Området tillhörde Norge fram till freden i Roskilde 1658 då hela Bohuslän överläts till Sverige.
Under 1800-talets sista decennier fick Lysekil och trakten runt ett uppsving genom att Oscar II använde staden som badort och en del av societeten lät bygga sina sommarvillor här. Mycket av denna bebyggelse finns ännu bevarad i de äldre delarna av Lysekil.
På 1900-talet förlades en marinbas till Skredsvik där Saltkällefjorden mynnar ut i Gullmarn. Trålning efter nordhavsräka bedrevs i fjorden mellan åren 1902 och 1989.
1983 förklarade Länsstyrelsen i Göteborgs och Bohus Län fjorden som naturvårdsområde. 1999 blev den i och med miljöbalkens införande ett marint reservat under namnet Gullmarns naturreservat. Området har sedan dess även blivit Natura 2000-klassat.

## Havsforskning
Havsforskning i Gullmarn har gamla anor. Redan 1877 grundades Kristinebergs marina forskningsstation vid Fiskebäckskil. 1902 grundades en forskningsstation, Bornö hydrografiska fältstation på Stora Bornö och 1915 grundades Klubbans biologiska station, som drivs av Uppsala universitet. 
Fjorden innehåller varierade och artrika marina miljöer och är ett reproduktionsområde för fisk och kräftdjur. Flera rödlistade fiskarter återfinns. 
Området är på grund av den artrika miljön också mycket populärt för sportdykning.
Ett sällsynt fynd av den tropiska hajarten vitspetsig oceanhaj gjordes år 2004 vid Skredsvik, då man fann ett dött exemplar av denna hajart, långt norr om vad som anses vara dess nordligaste gräns.

## Vattenförvaltning
Gullmarns vatten förvaltas inom Vattendirektivet med avseende på ekologisk och kemisk status. Det innebär att området delats in i 3 administrativa delbassänger, också kallade kustvattenförekomster, som förvaltas och klassas i en cykel på 6 år. Den andra förvaltningscykeln i ordningen avslutades 2016 och påvisade att alla 3 kustvattenförekomster i Gullmarn (Färlevfjorden, Saltkällefjorden och Gullmarn centralbassäng) har måttlig ekologisk status och att den kemiska statusen är otillfredsställande enligt Vattendirektivets klassning. Gullmarn står inför miljöproblem i form av övergödning, främmande arter och kemisk förorening. Efterföljande förvaltningscykel avslutas 2021.   